# Günter Burmeister
Günter Burmeister (* 21. März 1960 in Lintelermarsch) ist ein deutscher Jurist. Er ist Richter am Bundesverwaltungsgericht.

## Leben
Im Anschluss an seine juristische Ausbildung war Burmeister von 1988 bis 1991 als Wissenschaftlicher Assistent und Akademischer Rat am Lehrstuhl für Öffentliches Recht und Verwaltungswissenschaften an der Universität Bayreuth, Walter Schmitt Glaeser, tätig. 1991 wurde er mit der Untersuchung Herkunft, Inhalt und Stellung des institutionellen Gesetzesvorbehalts: zugleich ein Beitrag zur Dogmatik des Verwaltungsorganisationsrechts vom späteren Richter des Bundesverfassungsgerichts Udo Steiner zum Dr. jur. promoviert. Von Mai 1991 bis April 1992 war Burmeister bei der Bezirksregierung Hannover tätig. Anschließend wurde er dem Verwaltungsgericht Oldenburg zugewiesen, wo er als Richter am Verwaltungsgericht eingesetzt wurde. Burmeister wurde an das Niedersächsische Justizministerium (1994/95 sowie ab 2004) und an das Bundesverfassungsgericht (2000/01) abgeordnet. Im Dezember 2004 wurde Burmeister zum Richter am Niedersächsischen Oberverwaltungsgericht ernannt, war aber weiterhin an das Justizministerium als Referatsleiter für Öffentliches Recht und Europarecht sowie als Vertreter im Rechtsausschuss des Bundesrates abgeordnet.
Seit Juni 2008 ist Burmeister Richter am Bundesverwaltungsgericht und er war von 2017 bis 2019 stellvertretendes Mitglied des Niedersächsischen Staatsgerichtshofs. Nach einer Tätigkeit im 2. Revisionssenat des Bundesverwaltungsgerichts, der unter anderem für das öffentliche Dienstrecht zuständig ist, wirkt er als stellvertretender Vorsitzender des 2. Wehrdienstsenats und als Mitglied des Fachsenats, das über behördliche Vorlage- und Auskunftsverweigerungen entscheidet. Darüber hinaus hält er an der Technischen Universität Braunschweig Vorlesungen zum öffentlichen Recht. Im Mai 2015 wurde er von ihr zum Honorarprofessor ernannt. Im November 2024 wurde er zum Mitglied des Bundeswahlausschusses und in die Jury zur Verleihung des Horst-Sendler-Preises des Bundesverwaltungsgerichts berufen.
Zahlreiche Veröffentlichungen, unter anderem Rezensionen vor allem in den Niedersächsischen Verwaltungsblättern, deren Redaktionellem Beirat er ebenso angehört wie dem Fachbeirat des Online-Magazins Publicus.

## Veröffentlichungen
- Herkunft, Inhalt und Stellung des institutionellen Gesetzesvorbehalts: zugleich ein Beitrag zur Dogmatik des Verwaltungsorganisationsrechts. Duncker & Humblot, Berlin 1991 (Hochschulschrift), (Schriften zum öffentlichen Recht; 601).
- Der einstweilige Rechtsschutz des Baunachbarn im Dickicht von Baumaßnahmengesetz und VwGO. In: Niedersächsische Verwaltungsblätter, Boorberg. Stuttgart, ISSN 0946-7971, Bd. 4 (1997), 6, S. 121–127.
- Oldenburger Verwaltungsgerichtsbarkeit im Spiegel historischen Verfassungsrechts. In: Niedersächsische Verwaltungsblätter, Boorberg. Stuttgart, ISSN 0946-7971, Bd. 4 (1997), 9, S. 197–206.
- Die Haftung des niedersächsischen Schulleiters gegenüber dem Schulträger: eine Problemskizze. In: Die Personalvertretung. Schmidt, Berlin, ISSN 0476-3475, Bd. 40 (1997), 11, S. 481–487.
- Chancen und Risiken einer niedersächsischen Landesverfassungsbeschwerde: eine vorläufige Bestandsaufnahme. In: Niedersächsische Verwaltungsblätter, Boorberg. Stuttgart, ISSN 0946-7971, Bd. 5 (1998), 3, S. 53–63.
- Quoten-Querelen auf verschlungenen Prozeßpfaden : Ausblick zur Verfahrenslage nach dem zweiten Quotenurteil des EuGH. In: Nordrhein-Westfälische Verwaltungsblätter. Boorberg, Stuttgart ISSN 0932-710X, Bd. 12 (1998), 11, S. 419–423.
- Die Richteranklage im Bundesstaat : Verschuldenserfordernis, Verfahrensvorgaben und landesrechtliche Gestaltungsspielräume. In: Deutsche Richterzeitung - Luchterhand/Wolters Köln, ISSN 0340-8612, Bd. 76 (1998), 12, S. 518–527.
- Der einstweilige Rechtsschutz des Nachbarn gegen Baugenehmigungen im Lichte verwaltungsprozeß- und baurechtlicher Novellierungen. In: NordÖR. Nomos, Baden-Baden, ISSN 1435-2206, Bd. 2 (1999), 9, S. 330–339.
- Juristische Nachböen für Windenergieanlagen : Aussetzungsentscheidungen bei Windenergieanlagen nach § 245 b Abs. 1 Baugesetzbuch. In: Niedersächsische Verwaltungsblätter, Boorberg. Stuttgart, ISSN 0946-7971, Bd. 6 (1999), 12, S. 277–282.
- Verwaltungsorganisation und finanzwirksame Gesetze im Blickfeld plebiszitärer Gesetzgebungsschranken der niedersächsischen Verfassung. In: Die Verwaltung. Duncker & Humblot, Berlin, ISSN 0521-9981, Bd. 29 (1996), 2, S. 181–210.
- Von der Kunst der Landesverfassungsgebung: Betrachtungen im Lichte der neuen Niedersächsischen Verfassung. In: Zeitschrift für Gesetzgebung. Müller, Heidelberg, ISSN 0179-4051, Bd. 10 (1995), 4, S. 289–316.
- Die Verwaltungsgerichtsbarkeit der Länder im verfassungsföderalen Staat des Grundgesetzes. In: 50 Jahre Verwaltungsgerichtsbarkeit in Niedersachsen. - [Hannover]: Niedersächsisches Ministerium der Justiz und für Europaangelegenheiten. - 1997, S. 63–81.
- Die niedersächsische "Quotenregelung" : Rechtsprechungspraxis sowie Perspektiven nach der Grundgesetzänderung und dem Luxemburger Urteil. In: Die Personalvertretung. Schmidt, Berlin, ISSN 0476-3475, Bd. 39 (1996), 4, S. 145–167.
- Obdachlosigkeit und Sicherheitsrecht. In: Die Niedersächsische Gemeinde. Winkler & Stenzel, Burgwedel, Bd. 45 (1993), 10, S. 266–269.
- Altersteilzeit bei niedersächsischen Beamten. In: Niedersächsische Verwaltungsblätter, Boorberg. Stuttgart, ISSN 0946-7971, Bd. 10 (2003), 1, S. 7–13.
- Grundrechtliche Inhalts- und Schrankenbestimmung durch private Hand? : Anmerkung zur Entscheidung des Bundesverfassungsgerichts vom 29. Januar 2003 (1 BvL 20/99 und 1 BvR 933/01). In: Kritische Justiz. Nomos, Baden-Baden, ISSN 0023-4834, Bd. 36 (2003), 3, S. 328–342.
- Die konkurrierende Gesetzgebungskompetenz in der aktuellen Rechtsprechung des Bundesverfassungsgerichts. In: Liber Auxiliorum. Steiner, Stuttgart: 2006, S. 183–196.
- Das Diskriminierungsverbot in der dienstrechtlichen Rechtsprechung: dargestellt am Beispiel der Alters- und Teilzeitbeschäftigungsdiskriminierung. Braunschweig : Techn. Univ., Inst. für Rechtswiss., 2010 (Rechtswissenschaftliche Arbeitspapiere der TU Braunschweig; 2010,7).
- Grundgesetz, Kommentar. In: Niedersächsische Verwaltungsblätter, Boorberg. Stuttgart, ISSN 0946-7971, Bd. 18 (2011), 9, S. 268.
- Die Konkurrentenklage im Öffentlichen Recht, in: Jahrbuch der Juristischen Gesellschaft Bremen (2011), S. 105–134
- Die beamtenrechtliche Konkurrentenstreitigkeit in: Nds. VBl. (2012), S. 57–64
- Strukturen und Grundsätze des materiellen Disziplinarrechts in der aktuellen Rechtsprechung des Bundesverwaltungsgerichts. In: Neue Zeitschrift für Wehrrecht : NZWehrr . - Köln : Wolters Kluwer Deutschland. - Bd. 54 (2012), S. 177–190 sowie 242–253.
- Der lange Weg zum Recht. Zur Komplexität der Rechtsordnung als Widerpart zeitnaher verwaltungsgerichtlicher Entscheidungen, NdsVBl. 2016, 97 ff.
- Zurückverweisung und Zurückverweisungsgründe im wehrdisziplinargerichtlichen Berufungsverfahren, NZWehrr 2017, 89 ff. und 133 ff.
- Geschichte der Verwaltungsgerichtsbarkeit in Braunschweig, in: Handbuch der Geschichte der Verwaltungsgerichtsbarkeit in Deutschland und Europa, Bd. II, 2019
- Staat, Verfassung, Politik. Grundlagen für Studium und Praxis, 2022
- Informationsanspruch versus Geheimnisschutz im Verfahren nach § 99 Verwaltungsgerichtsordnung, Die Verwaltung 2024, 459 ff.